# 姜鎬童
姜鎬童（1970年7月14日—），韓國著名主持人及喜劇演員，早年常被音譯作「姜虎東」。姜鎬童曾是一名出色的摔跤选手，多次获得「白头壮士」和「天下壮士」的称号，與劉在錫並稱韓國主持界兩大山脈。在2008年獲得第44屆百想藝術大獎TV部門大賞，為史上第一個以藝能人身份獲此獎，同時令他實現演藝大賞大滿貫，成為第一個藝能人包攬4個大賞。

## 家庭
姜鎬童出生於慶尚南道晉州，是家中的老么（上有一位哥哥和三位姐姐）。2006年11月12日，姜鎬童與李孝珍舉行婚禮。2009年3月13日，兒子姜時厚（乳名：頭山）出生。不論是兒子的出生或者姜氏夫婦結婚一週年紀念，姜鎬童均因拍攝《兩天一夜》而缺席。

## 職業生涯
姜鎬童自從在馬山商業高等學校畢業後便開始了他個人職業摔跤生涯。雖然在早期由於年紀尚小且經驗不足而經常落敗，但在1989年7月8日，姜鎬童在《第44回全国壮士摔跤大会》中一舉擊敗當時的頭號人物李民基而贏得比賽。在整個職業摔跤生涯中，姜鎬童曾七次獲得「白頭壯士」以及五次「天下壯士」的稱號，其保持著擁有「天下壯士」稱號之最年輕者紀錄至今。
隐退后的姜鎬童開始了他的演藝生涯。1993年，姜鎬童透過MBC出道；在往後的演藝生涯中，姜鎬童曾主持過許多著名綜藝節目，包括《X-Man》、《情書》以及《夜心萬萬》等。多次獲得電視台演藝大賞的他與劉在錫成為韓國綜藝界兩大支柱。姜鎬童主持的綜藝節目均極受歡迎，包括《兩天一夜》、《黃金漁場之膝蓋道士》、《驚人的大會Star King》以及《強心臟》。而收視率曾超過40%被稱為國民綜藝的《兩天一夜》第一季更令他登上主持生涯頂峰。
2008年在《第44屆百想藝術大賞》以KBS《快樂星期天》獲得TV部門大賞，是歷屆第一個以藝能人身份獲得此獎項，打破歷來只由電視劇或演員得獎的傳統，同時也是史上第一個包攬KBS、MBC、SBS演藝大賞和百想大賞的藝能人。另一名國民MC劉在錫在2013年得到此大賞，而當時就是姜鎬童親自頒獎給他的。
2011年9月9日，姜鎬童因逃税醜聞而召开记者会，宣佈會為其負上所有責任並退出演艺界以作反省。最後，國稅局發表的聲明是：姜鎬童不是「故意性的」要逃漏稅，而是在計算過後，發現他的附加稅超過了五億，所以才宣布他「欠稅」，而非「逃漏稅」，並且，國稅局也沒有「告發」他，所以在所有的法律程序上，是不得對他施行「公訴權」的，此外他本人也在事後繳清所有款項。
暫時退出演藝界的姜鎬童最終於2012年8月17日上午與韓國SM娛樂的子公司SM C&C正式簽訂專屬合約，並在同年年底重返韓國娛樂圈。
復出後人氣聲望大跌，主持多個節目如《赤腳的朋友們》、《透明人間》等都因收視率過低而停播。正當大眾都以為姜鎬童的時代已經過去，他在2016年起先後在綜合編成頻道和有線電視主持多個超高人氣節目，包括《認識的哥哥》、《請給一頓飯show》和《新西遊記》系列。一步步重建自己的事業，並登上生涯第二個高峰。

## 演出作品

### 綜藝節目
目前放送中

#### 主持
| 播出日期                                                      | 頻道 | 節目名稱                              | 備註         |
| ------------------------------------------------------------- | ---- | ------------------------------------- | ------------ |
| 2002年7月14日 - 2004年3月21日                                 | SBS  | 《美麗的星期天》                      |              |
| 2002年10月26日 - 2003年10月18日                               | MBC  | 《姜鎬童的天生緣分》                  |              |
| 2003年                                                        | KBS  | 《빅 스타, 이런모습 처음이야》        | 中秋特備節目 |
| 2003年                                                        | SBS  | 《소원성취 토요일》                   |              |
| 2003年2月28日－2009年9月28日                                  | SBS  | 《夜心萬萬》                          |              |
| 2003年 - 2004年                                               | MBC  | 《실험쇼, 진짜? 진짜!》               |              |
| 2004年10月23日 － 2006年10月21日                              | SBS  | 《真實星期六－情書》                  |              |
| 2005年                                                        | MBC  | 《대통령과 함께하는 드림!드림!드림!》 |              |
| 2006年                                                        | KBS  | 《설특집 스타 대격돌 천하별미》       |              |
| 2007年                                                        | KBS  | 《두뇌왕 아인슈타인》                 |              |
| 2007年1月3日 － 2011年10月12日 2012年11月29日 - 2013年8月22日 | MBC  | 《黃金漁場之膝蓋道士》                |              |
| 2007年1月13日 － 2011年10月8日 2012年11月10日－2015年4月4日   | SBS  | 《驚人的大會Star King》               |              |
| 2007年5月6日 － 2007年7月29日                                 | KBS2 | 《快樂星期天－準備好了》              |              |
| 2009年10月6日 - 2011年9月27日                                 | SBS  | 《強心臟》                            |              |

| 播出日期                                           | 頻道        | 節目名稱                           | 備註         |
| -------------------------------------------------- | ----------- | ---------------------------------- | ------------ |
| 2013年1月22日 － 2013年3月12日                     | KBS         | 《月光王子》                       |              |
| 2013年4月9日－2016年10月4日                        | KBS2        | 《我們小區藝體能》                 |              |
| 2014年6月19日－2014年9月18日                       | MBC         | 《向星葵》                         |              |
| 2016年2月17日－2016年8月10日                       | JTBC        | 《Cook家代表》                     |              |
| 2016年9月28日－2016年12月14日                      | tvN         | 《韓國食品工藝》第4季              |              |
| 2016年10月19日－2020年                             | JTBC        | 《請給一頓飯Show》                 |              |
| 2017年1月8日－2017年2月12日                        | MBN         | 《我手中的父母，我的客人》         |              |
| 2017年1月27日                                      | SBS         | 《小學生老師》                     | 中秋試播特輯 |
| 2017年7月14日－2017年11月16日                      | tvN         | 《奇怪的歌手》                     |              |
| 2018年1月15日－2018年4月2日                        | O'live、tvN | 《TALKMON》                        |              |
| 2018年8月31日－2018年9月28日                       | O'live、tvN | 《一場聲音的戰爭：300》            |              |
| 2018年9月25日（試播） 2018年11月15日－2019年5月9日 | SBS         | 《俘獲芳心頻道》                   |              |
| 2018年12月9日－2019年3月3日                        | tvN         | 《Amor Fati》                      |              |
| 2019年4月11日－2019年6月6日                        | E Channel   | 《Baby Castle》                    |              |
| 2019年4月13日－2019年7月9日                        | Channel A   | 《新職員誕生記 - Good People》     |              |
| 2019年5月31日－2019年7月5日                        | TV Chosun   | 《一開始就是家人 - BrotherSister》 |              |
| 2019年5月3日－2019年6月21日                        | tvN         | 《300X2》                          |              |
| 2019年8月5日－2021年1月27日                        | Channel A   | 《Eye Contact》                    |              |
| 2019年9月13日－2019年9月15日                       | tvN         | 《V-1》                            | 中秋試播特輯 |
| 2020年1月28日－2020年2月18日                       | Olive       | 《虎东和大海》                     |              |
| 2020年4月30日－2020年7月15日                       | SBS PLUS    | 《외식하는 날 2》                  |              |
| 2020年10月12日－2021年5月10日                      | SBS PLUS    | 《강호동의 밥심》                  |              |
| 2020年11月8日－2021年4月8日                        | MBN         | 《더 먹고 가(家)》                 |              |

| 播出日期                      | 頻道       | 節目名稱                    | 備註     |
| ----------------------------- | ---------- | --------------------------- | -------- |
| 2021年4月8日－2021年6月24日   | Channel S  | 《JOB 動產》                |          |
| 2021年4月13日－2021年6月29日  | MBN        | 《Voice King》              |          |
| 2021年8月26日－2021年11月11日 | Channel S  | 《偉大的家 cook 研究所》    |          |
| 2021年8月27日－2021年11月12日 | TVING      | 《골신강림》                |          |
| 2021年12月7日－2022年2月8日   | MBC Every1 | 《맘마미안》                |          |
| 2022年1月20日－2022年7月4日   | Channel S  | 《슈퍼 DNA - 피는 못 속여》 |          |
| 2022年4月12日－2022年6月14日  | JTBC       | 《딸도둑들》                |          |
| 2022年6月8日－2022年12月28日  | Naver Now  | 《就出演吧》                |          |
| 2022年9月11日－2022年9月12日  | KBS2       | 《ROUND TABLE》             | 中秋特輯 |
| 2023年6月1日－2023年9月28日   | Channel A  | 《나는 몸신이다 시즌2》     |          |
| 2023年11月14日－2024年2月6日  | iHQ/AXN    | 《MUK-FIA 4》               |          |
| 2024年4月23日－2024年7月9日   | Comedy TV  | 《MUK-FIA 4 第二季》        |          |

#### 固定出演
| 播出日期                                                      | 頻道 | 節目名稱                 | 備註 |
| ------------------------------------------------------------- | ---- | ------------------------ | ---- |
| 1993年5月31日-                                                | MBC  | Comedy 東西南北          |      |
| 2002年1月27日 - 2003年5月25日                                 | KBS2 | 《Super TV - MC 대격돌》 |      |
| 2003年11月8日 - 2007年4月8日                                  | SBS  | 真實星期六－X-Man》      |      |
| 2007年1月3日 － 2011年10月12日 2012年11月29日 - 2013年8月22日 | MBC  | 《黃金漁場之膝蓋道士》   |      |
| 2007年8月5日 － 2011年9月25日                                 | KBS2 | 《快樂星期天－兩天一夜》 |      |

| 播出日期                                                                    | 頻道              | 節目名稱                     | 備註 |
| --------------------------------------------------------------------------- | ----------------- | ---------------------------- | ---- |
| 2013年4月21日 － 2013年11月17日                                             | SBS               | 《星期天真好－赤腳的朋友們》 |      |
| 2015年9月4日－2015年10月2日（網絡版） 2016年4月8日－2016年4月15日（TV版）   | Naver TVCast、tvN | 《新西遊記》                 |      |
| 2015年12月5日至今                                                           | JTBC              | 《認識的哥哥》               |      |
| 2015年12月16日－2016年4月6日                                                | JTBC              | 《瑪麗和我》                 |      |
| 2016年4月19日－2016年6月14日（網絡版） 2016年4月22日－2016年6月17日（TV版） | Naver TVCast、tvN | 《新西遊記2》                |      |
| 2017年1月8日－2017年3月12日                                                 | tvN               | 《新西遊記3》                |      |
| 2017年5月22日 － 2017年12月18日                                             | O'live、tvN       | 《島劍客》                   |      |
| 2017年6月13日－2017年8月22日                                                | tvN               | 《新西遊記4》                |      |
| 2017年12月5日－2018年1月9日                                                 | tvN               | 《姜食堂》                   |      |
| 2018年6月25日－2018年9月10日                                                | O'live、tvN       | 《島劍客2》                  |      |
| 2018年7月1日－2018年9月23日                                                 | tvN               | 《大逃出》                   |      |
| 2018年9月30日－2018年10月28日                                               | tvN               | 《新西遊記5》                |      |
| 2018年10月28日－2018年12月2日                                               | tvN               | 《新西遊記6》                |      |
| 2018年12月29日（試播） 2019年2月24日－2019年4月28日                         | O'live、tvN       | 《所有人的廚房》             |      |
| 2019年3月17日－2019年6月9日                                                 | tvN               | 《大逃出2》                  |      |
| 2019年5月31日－2019年7月5日                                                 | tvN               | 《姜食堂2》                  |      |
| 2019年7月5日－2019年8月2日                                                  | tvN               | 《姜食堂3》                  |      |
| 2019年10月5日－2019年12月2日                                                | skyDrama          | We Play                      |      |
| 2019年10月25日－2020年1月3日                                                | 《新西遊記7》     |                              |      |
| 2020年3月1日－2020年6月14日                                                 | tvN               | 大逃出3                      |      |
| 2020年7月4日－2020年9月19日                                                 | skyDrama          | We Play 2                    |      |
| 2020年10月9日－2018年12月18日                                               | 《新西遊記8》     |                              |      |
| 2020年12月24日－2021年1月21日                                               | Wavve             | 《About Time》               |      |

| 播出日期                      | 頻道             | 節目名稱                    | 備註 |
| ----------------------------- | ---------------- | --------------------------- | ---- |
| 2021年5月7日－2021年7月2日    | TVING            | Spring Camp                 |      |
| 2021年5月23日－2021年10月21日 | Kakao TV         | 《Mission 129》             |      |
| 2021年6月6日－2021年9月11日   | Discovery        | 《호동's 캠핑존 -골라자봐》 |      |
| 2021年7月3日－2021年10月3日   | tvN              | 《大逃出4》                 |      |
| 2022年1月31日－2022年5月16日  | tvN              | 《All桌球啊！》             |      |
| 2022年2月3日－2022年2月24日   | JTBC             | 《외나무 식탁》             |      |
| 2022年3月26日－2022年6月4日   | JTBC             | 《국과대표》                |      |
| 2022年5月25日－2022年7月19日  | Watcha           | 《지혜를 빼앗는 도깨비》    |      |
| 2023年1月29日－2023年2月9日   | SBS              | 《Hell Gate》               |      |
| 2023年3月3日                  | KBS              | 《당신의 KBS 우리의 50년》  | 特輯 |
| 2023年3月22日－2023年5月31日  | SBS              | 《結伙072 (第五季)》        |      |
| 2023年4月11日－2023年9月30日  | Channel A        | 《고기서 만나》             |      |
| 2023年5月22日－2023年7月17日  | TV朝鮮/Discovery | 《兄弟拉麵》                |      |
| 2023年6月23日－2023年8月11日  | tvN Story        | 《짠내골프》                |      |
| 2025年－                      | TVING            | 《大逃脫：The Story》       |      |

#### 嘉賓出演
| 播出日期 | 頻道 | 節目名稱                        | 備註 |
| -------- | ---- | ------------------------------- | ---- |
| 1990年   | KBS2 | 자니 윤 쇼                      |      |
| 1992年   | SBS  | 자니 윤 이야기쇼                |      |
| 1997年   | KBS2 | 열려라 코미디 - 어머니          |      |
| 1999年   | KBS2 | 자유선언! 토요대작전 - 초전박살 |      |

## 音樂作品
- 2005年：「Oh! Happy Day」（與童星鄭彩恩合唱，此為聖誕歌曲）
- 2009年：「Horror Show」（在MC夢改版專輯《Humanimal》獻唱，並出演其MV）
- 2009年：「Ho Dong Show」（在MC夢改版專輯《Humanimal》獻唱，作為附加歌曲）
- 2013年：「1分鐘前」－《SBS 赤腳的朋友們 My Story My Song》（與鄭恩地（Apink）合唱）
- 2018年：「I kicked my luck off （页面存档备份，存于）」－《認識的哥哥》新年MV大戰（與洪真英合作）

## 獎項

### 摔跤
- 1987年：第17屆 회장기쟁탈전국장사씨름대회 장사급（亞軍）
- 1989年：第44屆 全国壮士摔跤大会 白头壮士（95.1kg 以上組別）
- 1990年：第47屆 全国壮士摔跤大会 白头壮士（95.1kg 以上組別）
- 1990年：第18屆 天下壮士摔跤大会 天下壮士（95.1kg 以上組別）
- 1991年：第54屆 全国壮士摔跤大会 白头壮士（95.1kg 以上組別）
- 1991年：第21屆 天下壮士摔跤大会 天下壮士（95.1kg 以上組別）
- 1992年：第24屆 天下壮士摔跤大会 天下壮士（95.1kg 以上組別）

### 演藝
- 1998年：《MBC演藝大賞》－喜剧/情景剧部门 优秀奖
- 2002年：《MBC演藝大賞》－綜藝部門 优秀奖
- 2003年：《SBS演技大賞》－TV MC部门 特別獎
- 2003年：《第39屆百想藝術大賞》－TV部門 艺能奖
- 2005年：《KBS演藝大賞》－TV MC部門 特別獎
- 2007年：《第一屆SBS演藝大賞》－大獎
- 2008年：《第44屆百想藝術大賞》－TV部門 大賞
- 2008年：《第20屆韩国PD大赏》－最佳節目主持人（兩天一夜）
- 2008年：《第9屆韩国影像大典》－MC部門 最上镜主持人
- 2008年：《KBS演藝大賞》－大賞（兩天一夜）
- 2008年：《MBC演藝大賞》－大賞（黃金漁場）
- 2009年：《KBS演藝大賞》－大賞（兩天一夜）
- 2010年：《第四屆SBS演藝大賞》－大賞（強心臟）
- 2013年：《第七屆SBS演藝大賞》－製作人賞 TV部門（星期天真好－赤腳的朋友們）
- 2022年：《第1屆青龍系列大獎》－男子綜藝人獎（新西遊記特別篇─春季露營）